# Caleb Ewan
Caleb Ewan (Sydney, 11 luglio 1994) è un ex ciclista su strada australiano, professionista dal 2015 al 2025. Velocista, ha vinto una tappa alla Vuelta a España 2015, cinque tappe al Giro d'Italia (una nel 2017, due nel 2019 e due nel 2021) e cinque al Tour de France (tre nel 2019 e due nel 2020), oltre alla Brussels Cycling Classic 2019 e alla Classica di Amburgo 2016.

## Carriera

### Gli esordi
Nel 2011, quando è ancora uno junior primo anno, Caleb Ewan conquista, ai mondiali su pista di categoria disputati a Mosca, l'oro nell'omnium. Dopo quel successo Ewan va a vivere per tre mesi in Francia, disputando diverse corse su strada; nel 2012 conquista due prove su quattro della Jayco Bay Classic (gara open), battendo l'ultimo giorno gli Elite Leigh Howard e Allan Davis, oltre a tappe in importanti gare europee per Juniores come la Liège-La Gleize e il Regio-Tour. In pochi mesi si trasforma da pistard, ma capace di andare forte anche in salita, a velocista.
Attivo tra gli Under-23 nel biennio 2013-2014, vince diverse gare tra cui il titolo nazionale in linea di categoria, tre tappe al Tour de l'Avenir, il Gran Premio Palio del Recioto, La Côte Picarde e due tappe al Thüringen Rundfahrt. Ai campionati del mondo 2014 a Ponferrada si aggiudica quindi in volata la medaglia d'argento nella gara in linea Under-23, preceduto dal solo Sven Erik Bystrøm.

### 2015-2018: i primi anni da professionista con Orica/Mitchelton
Negli ultimi mesi del 2014 è stagista per la formazione World Tour Orica-GreenEDGE. Confermato per il 2015, debutta ufficialmente da professionista, e in stagione riesce vincere diverse corse: due tappe allo Herald Sun Tour, due al Tour de Langkawi, tre e la classifica finale al Tour de Korea e la Vuelta a La Rioja. Si presenta così al via del suo primo Grande Giro, la Vuelta a España 2015, in cui si impone nella quinta tappa con arrivo a Alcalá de Guadaíra in volata su John Degenkolb e Peter Sagan.
Nel 2016 vince la prima e l'ultima tappa del Tour Down Under e la seconda dello Herald Sun Tour. Successivamente si sposta in Europa in funzione del suo debutto al Giro d'Italia senza cogliere successi prima della Corsa Rosa. Nella gara italiana ottiene quattro piazzamenti nei primi 10, di cui il più prestigioso è un secondo posto a Bibione, alle spalle di André Greipel, alla dodicesima tappa. Nel prosieguo di stagione vince la Cyclassics ad Amburgo, davanti a Degenkolb e Giacomo Nizzolo, e una tappa al Tour of Britain, mentre ai campionati del mondo di Doha, pur adatti ai velocisti, si ritira.
Comincia brillantemente la stagione 2017 laureandosi campione nazionale dei Criterium e imponendosi, per il secondo anno consecutivo, nella People's Choice Classic. Prende così il via al Tour Down Under dove vince allo sprint la prima, la terza, la quarta e la sesta tappa, oltre alla classifica a punti. Partecipa per la seconda volta in carriera la Giro d'Italia imponendosi in volata, al fotofinish, davanti a Fernando Gaviria e Sam Bennett, sul traguardo della settima tappa. Nella seconda parte di stagione vince una frazione al Tour de Pologne e tre al Tour of Britain.
Apre bene il 2018 imponendosi in una tappa del Tour Down Under e nella Clásica de Almería, e piazzandosi secondo alla Milano-Sanremo, ma poi non viene selezionato per alcun Grande Giro. In stagione conquista due secondi e due terzi posti di tappa al Tour of California, un secondo e un terzo posto parziale al BinckBank Tour e una vittoria in volata al Tour of Britain.

### Dal 2019: le vittorie in Lotto Soudal
A inizio 2019 passa al team belga Lotto Soudal. L'anno si rivela eccellente: dopo i successi primaverili a UAE Tour e Giro di Turchia, Ewan conquista due tappe al Giro d'Italia e poi ben tre tappe al Tour de France, dove fa suo anche il sempre ambito traguardo finale di Parigi. Con cinque successi tra Giro e Tour, Caleb Ewan si conferma uno dei velocisti di spicco nei Grandi Giri.
Il 2020 comincia in modo promettente: si aggiudica il Down Under Classic, la seconda e la quarta tappa del Tour Down Under, e una frazione e la graduatoria a punti allo UAE Tour. Dopo la pausa forzata alle corse per la pandemia di COVID-19, tra agosto e settembre conquista due tappe al Tour de France, mentre in ottobre fa suo lo Scheldeprijs, classica per velocisti.
Nel 2025 passa alla Ineos-Grenadiers dopo aver risolto il contratto con la Jayco-AlUla; il 6 maggio, dopo aver conquistato due vittorie nella prima parte di stagione, annuncia a sorpresa l'immediato ritiro dall'attività agonistica.

## Palmarès

### Strada
- 2012 (Juniores)

Campionati australiani, Prova a cronometro Juniors
Gand-Menen
2ª tappa, 2ª semitappa Liège-La Gleize (Thimister > Thimister)
4ª tappa Regio-Tour (Teningen > Teningen)
2ª tappa Jayco Bay Classic (Geelong > Geelong)
4ª tappa Jayco Bay Classic (Williamstown > Williamstown)
1ª tappa Menzies Classic (Kalgoorlie > Menzies)
- 2013 (Jayco-AIS World Tour Academy)

1ª tappa Jayco Bay Classic (Geelong > Geelong)
Classifica generale Jayco Bay Classic
Gran Premio Palio del Recioto
La Côte Picarde
4ª tappa Internationale Thüringen Rundfahrt (Langewiesen > Langewiesen)
7ª tappa Internationale Thüringen Rundfahrt (Ichtershausen > Ichtershausen)
2ª tappa Tour Alsace (Mulhouse > Huningue)
1ª tappa Tour de l'Avenir (Louhans > Arbois)
2ª tappa Tour de l'Avenir (Champagnole > Saint-Vulbas)
- 2014 (Jayco-AIS World Tour Academy)

Campionati australiani, Prova in linea Under-23
2ª tappa Tour de l'Avenir (Brioude > Saint-Galmier)
4ª tappa Jayco Bay Classic (Williamstown > Williamstown)
- 2015 (Orica GreenEDGE, undici vittorie)

2ª tappa Herald Sun Tour (Bendigo > Nagambie)
3ª tappa Herald Sun Tour (Mitchelton Winery > Nagambie)
3ª tappa Tour de Langkawi (Gerik > Tanah Merah)
6ª tappa Tour de Langkawi (Maran > Karak)
Vuelta a La Rioja
2ª tappa Tour de Korea (Gumi > Muju)
3ª tappa Tour de Korea (Muju > Muju)
5ª tappa Tour de Korea (Yeosu > Gangjin)
7ª tappa Tour de Korea (Gunsan > Daejeon)
Classifica generale Tour de Korea
5ª tappa Vuelta a España (Rota > Alcalá de Guadaíra)
- 2016 (Orica-GreenEDGE/Orica-BikeExchange, cinque vittorie)

1ª tappa Tour Down Under (Prospect > Lyndoch)
6ª tappa Tour Down Under (Adelaide > Adelaide)
2ª tappa Herald Sun Tour (Yarra Glen > Moe)
Classica di Amburgo
8ª tappa Tour of Britain (Londra > Londra)
- 2017 (Orica-Scott, dieci vittorie)

1ª tappa Tour Down Under (Unley > Lyndoch)
3ª tappa Tour Down Under (Glenelg > Victor Harbor)
4ª tappa Tour Down Under (Norwood > Campbelltown)
6ª tappa Tour Down Under (Adelaide > Adelaide)
4ª tappa Abu Dhabi Tour (Circuito di Yas Marina > Circuito di Yas Marina)
7ª tappa Giro d'Italia (Castrovillari > Alberobello)
4ª tappa Tour de Pologne (Zawiercie > Zabrze)
1ª tappa Tour of Britain (Edimburgo > Kelso)
3ª tappa Tour of Britain (Normanby Hall Country Park > Scunthorpe)
6ª tappa Tour of Britain (Newmarket > Aldeburgh)
- 2018 (Mitchelton-Scott, tre vittorie)

2ª tappa Tour Down Under (Unley > Stirling)
Clásica de Almería
8ª tappa Tour of Britain (Londra > Londra)
- 2019 (Lotto Soudal, dieci vittorie)

4ª tappa UAE Tour (Dubai > Hatta Dam)
4ª tappa Giro di Turchia (Balıkesir > Bursa)
6ª tappa Giro di Turchia (Sakarya > Istanbul)
8ª tappa Giro d'Italia (Tortoreto Lido > Pesaro)
11ª tappa Giro d'Italia (Carpi > Novi Ligure)
4ª tappa ZLM Tour (Eindhoven > Tilburg)
11ª tappa Tour de France (Albi > Tolosa)
16ª tappa Tour de France (Nîmes > Nîmes)
21ª tappa Tour de France (Rambouillet > Parigi (Champs Élysées))
Brussels Cycling Classic
- 2020 (Lotto Soudal, sette vittorie)

2ª tappa Tour Down Under (Woodside > Stirling)
4ª tappa Tour Down Under (Norwood > Murray Bridge)
2ª tappa UAE Tour (Palm Jumeirah > Hatta Dam)
1ª tappa Tour de Wallonie (Soignies > Templeuve)
3ª tappa Tour de France (Nizza > Sisteron)
11ª tappa Tour de France (Châtelaillon-Plage > Poitiers)
Scheldeprijs
- 2021 (Lotto Soudal, sei vittorie)

7ª tappa UAE Tour (Yas Mall > Abu Dhabi)
5ª tappa Giro d'Italia (Modena > Cattolica)
7ª tappa Giro d'Italia (Notaresco > Termoli)
3ª tappa Giro del Belgio (Gingelom > Scherpenheuvel-Zichem)
4ª tappa Giro del Belgio (Hamoir > Hamoir)
5ª tappa Benelux Tour (Riemst > Bilzen)
- 2022 (Lotto Soudal, sette vittorie)

1ª tappa Saudi Tour (Winter Park > Winter Park)
1ª tappa Tour des Alpes-Maritimes et du Var (Saint-Raphaël > La Seyne-sur-Mer)
3ª tappa Tirreno-Adriatico (Murlo > Terni)
1ª tappa Giro di Turchia (Bodrum > Kuşadası)
6ª tappa Giro di Turchia (Edremit > Eceabat)
1ª tappa Giro di Germania (Weimar > Meiningen)
Grand Prix de Fourmies
- 2023 (Lotto Dstny, una vittoria)

Van Merksteijn Fences Classic
- 2024 (Team Jayco AlUla, tre vittorie)

1ª tappa Tour of Oman (Oman Across Ages Museum > Oman Convention and Exhibition Centre)
Vuelta a Castilla y León
2ª tappa Vuelta a Burgos (Valle de Mena > Complejo Karstico Ojo Guareña)
- 2025 (Ineos Grenadiers, due vittorie)

1ª tappa Settimana Internazionale di Coppi e Bartali (Ferrara > Bondeno)
2ª tappa Giro dei Paesi Baschi (Pamplona > Lodosa)

#### Altri successi
- 2013 (Jayco-AIS World Tour Academy)

Criterium di Cronulla
Classifica a punti Internationale Thüringen Rundfahrt
- 2014 (Jayco-AIS World Tour Academy)

Campionati australiani, Criterium
- 2015 (Orica GreenEDGE)

Premio miglior Under-23 Vuelta a la Rioja
Classifica a punti Tour de Langkawi
Classifica a punti Tour de Korea
Classifica giovani Tour de Korea
1ª tappa Mitchelton Bay Cycling Classic (Geelong > Geelong)
2ª tappa Mitchelton Bay Cycling Classic (Geelong > Geelong)
3ª tappa Mitchelton Bay Cycling Classic (Portarlington > Portarlington)
Classifica generale Mitchelton Bay Cycling Classic
- 2016 (Orica GreenEDGE/Orica-BikeExchange)

People's Choice Classic
1ª tappa Mitchelton Bay Cycling Classic (Geelong > Geelong)
2ª tappa Mitchelton Bay Cycling Classic (Geelong > Geelong)
4ª tappa Mitchelton Bay Cycling Classic (Portarlington > Portarlington)
Classifica generale Mitchelton Bay Cycling Classic
- 2017 (Orica-Scott)

People's Choice Classic
Campionati australiani, Criterium
Classifica a punti Tour Down Under
Classifica a punti Tour de Yorkshire
- 2018 (Mitchelton-Scott)

2ª prova Hammer Sportzone Limburg (Sittard-Geleen > Sittard-Geleen)
- 2019 (Lotto-Soudal)

Down Under Classic
- 2020 (Lotto-Soudal)

Down Under Classic
Classifica a punti UAE Tour
- 2021 (Lotto-Soudal)

Classifica a punti Giro del Belgio
- 2023 (Lotto-Soudal)

Schwalbe Classic
- 2024 (Team Jayco AlUla)

Campionati australiani, Criterium

### Pista
- 2011 (Juniores)

Campionati del mondo, Omnium Juniores
Campionati australiani, Omnium Juniores
Campionati australiani, Corsa a punti Juniores
Campionati australiani, Americana Juniores

## Piazzamenti

### Grandi Giri
- Giro d'Italia

2016: non partito (13ª tappa)
2017: ritirato (15ª tappa)
2019: non partito (12ª tappa)
2021: ritirato (8ª tappa)
2022: non partito (12ª tappa)
2024: 120º
- Tour de France

2019: 132º
2020: 144º
2021: non partito (4ª tappa)
2022: 134º
2023: ritirato (13ª tappa)
- Vuelta a España

2015: ritirato (10ª tappa)

### Classiche monumento
- Milano-Sanremo

2017: 10º
2018: 2º
2019: 29º
2020: 112º
2021: 2º
2023: 16º
- Giro delle Fiandre

2023: ritirato

### Competizioni mondiali
- Campionati del mondo su strada

Limburgo 2012 - In linea Junior: 2º
Toscana 2013 - In linea Under-23: 4º
Ponferrada 2014 - In linea Under-23: 2º
Doha 2016 - In linea Elite: ritirato
Fiandre 2021 - In linea Elite: ritirato
- Campionati del mondo su pista

Mosca 2011 - Omnium Junior: vincitore